# Raoul Iché
Raoul Iché est un footballeur professionnel né le 29 septembre 1945 à Port-Saint-Louis-du-Rhône.
Il mesure 1,71 m et pèse 70 kg. Il évoluait au poste de latéral gauche.

## Clubs
- 1966-1967 :  Avignon Football 84 (D2) : 31 matchs, 0 but[1]
- 1967-1968 :  Avignon Football 84 (D2) : 33 matchs, 0 but
- 1968-1969 :  Avignon Football 84 (D2) : 39 matchs, 1 but
- 1969-1970 :  Avignon Football 84 (D2) : 27 matchs, 0 but
- 1970-1971 :  Avignon Football 84 (D2) : 30 matchs, 1 but
- 1971-1972 :  Avignon Football 84 (D2) : 28 matchs, 1 but
- 1972-1973 :  Lille OSC (D2) : 28 matchs, 0 but
- 1973-1974 :  Lille OSC (D2) : 29 matchs, 0 but
- 1974 1975 :  Lille OSC (D1) : 15 matchs, 0 but
- 1975 1976 :  Lille OSC (D1) : 16 matchs, 0 but
- 1978 1983 :  Orange

## Palmarès
- Champion de D2 avec le Lille OSC en 1974